# Vampire Moth
Pour plus de détails, voir Fiche technique et Distribution.
Vampire Moth (吸血蛾, Kyuketsuga) est un film d'horreur japonais réalisé par Nobuo Nakagawa et sorti en 1956. 
Le film est réputé être le premier film de vampire japonais, mais dans lequel la créature se révèle être non surnaturelle.

## Synopsis
Un modèle nu professionnel est traqué par un homme bizarre portant un masque hideux.

## Fiche technique
- Titre : Vampire Moth[2]
- Titre original : 吸血蛾 (Kyuketsuga?)
- Réalisation : Nobuo Nakagawa
- Scénario : Hideo Oguni, Dai Nishijima, d'après un roman de Seishi Yokomizo
- Photographie : Jun Yasumoto
- Montage :
- Décors : Takeo Kita (ja) et Teruaki Abe
- Musique : Masaru Satō
- Producteur : Kazuo Takimura
- Société de production : Tōhō
- Pays de production :  Japon
- Langue originale : japonais
- Format : noir et blanc - 1,37:1 - 35 mm - son mono
- Genre : Film d'horreur, Thriller, film de vampires
- Durée : 89 minutes[3] (métrage : dix bobines - 2 437 m[3])
- Dates de sortie :
  - Japon : 11 avril 1956[3]

## Distribution
- Ryō Ikebe : Kōsuke Kindaichi
- Asami Kuji : Asaji Fumiyo
- Ichirō Arishima : Tōru Murakoshi
- Akio Kobori : inspecteur de police Todoriki
- Eijirō Tōno : Tetsuzō Ibuki / Shunsaku Etō
- Minoru Chiaki : Sango Kawase
- Kyōko Anzai : Sugino Yumiko
- Chieko Nakakita : Tsuruko Higeta
- Senkichi Ōmura : Mâ-bō
- Tatsuo Saitō : Shûji Nagaoka
- Ritsuko Ihara : Shizue Akamatsu
- Yoshie Kihira : Kawano
- Jirō Kumagai : inspecteur Murakami
- Akio Kusama : inspecteur Yamaguchi
- Yōko Mari : Kazuko Arima
- Yoshiko Miyata : Matsuzaki
- Toki Shiozawa (sous le nom de Toyoji Shiozawa) : Kayoko Takita
- Mayumi Shirohato : Tamiko Kadono
- Mitsue Tachibana : Hidaka Yuri
- Yoshikatsu Ōta : Hiro